# 押沼
押沼（おしぬま）は、千葉県市原市の市津地区にある大字。郵便番号は290-0157。

## 概要
市原市北部の市津地区にある。同市ちはら台地区との境界にあたる。村田川流域の水田地帯で、所々に集落が見られる。千原台ニュータウンの造成に伴い、一部区域に住居表示「千原台」を施行したのち、換地処分で当該区域を分離している。

## 地理
字の東西を村田川が貫いている。北はちはら台東、東は瀬又、南は中野・永吉・番場、西はちはら台南と接する。

## 歴史

### 地名の由来
以下に由来するとされる。また、古くは「鴛沼」とも書いていた。
- 水田の大部分がかつては沼であり、またおしどりが遊泳し道行く人を楽しませていた。
- 「押（決壊）・沼（湿地）」で地滑り又は洪水のあった湿地という意味。

## 世帯数と人口
2022年4月1日現在の世帯数と人口は以下の通りである。
| 町丁字 | 世帯数 | 人口  |
| ------ | ------ | ----- |
| 押沼   | 58世帯 | 127人 |

## 通学区域
市立小学校・市立中学校及び県立高等学校の通学区域は以下の通りである
| 町丁字 | 番地 | 小学校                 | 中学校             | 高等学校 |
| ------ | ---- | ---------------------- | ------------------ | -------- |
| 押沼   | 全域 | 市原市立市東第一小学校 | 市原市立市東中学校 | 第9学区  |

## 交通

### 鉄道
鉄道駅は存在しないが、最寄りは以下の通りである。
- 京成電鉄千原線 - ちはら台駅

### バス
- 小湊鉄道

### 道路
- 千葉県道130号誉田停車場潤井戸線